# Cieśnina Geniczeska
Cieśnina Geniczeska – cieśnina łącząca zatokę Sywasz z Morzem Azowskim, na północnym końcu Mierzei Arabackiej.
Długość cieśniny wynosi około 4 km, szerokość 80–150 m, głębokość do 4,6 m. Na jej północnym brzegu leży miasto portowe Geniczesk.